# Granlohög
Granlohög är en stadsdel i stadsdelsområdet Granlo i västra Sundsvall. Stadsdelen gränsar i väster till stadsdelen Granlo och i norr till Håkanstå. Söder om Granlohög på andra sidan Selångersån  ligger Nacksta industriområde. Väster om Granlohög ligger Sundsvalls kyrkogård.